# Distretto di Tan Sum
Il distretto di Tan Sum (in thailandese: ตาลสุม) è un distretto (amphoe) della Thailandia, situato nella provincia di Ubon Ratchathani.